# عشق خدا
عشق خدا (انگلیسی: Ishq Khuda) یک فیلم در ژانر رمانتیک به کارگردانی شهزاد رفیق است که در سال ۲۰۱۳ منتشر شد. از بازیگران آن می‌توان به شان شاهید، احسن خان، میرا و صائمه اشاره کرد.